# トヨタ・トヨペットレーサー
トヨタ・トヨペットレーサーは、トヨタ自動車工業（現・トヨタ自動車）が1951年にレース参戦用として開発した競技車両である。

## 概要
トヨペットSD型乗用車をベースにしている。